# Université de technologie de Chiba
Pour les articles homonymes, voir CIT.
L'université de technologie de Chiba (千葉工業大学, Chiba Kōgyō Daigaku), souvent abrégée en Chiba-kōdai (千葉工大), Kōdai (工大) ou en CIT, est une université japonaise situé à Préfecture de Chiba, et spécialisée dans les sciences et les technologies.

## Histoire
L'université est fondée en 1942 par Prince Naruhiko Higashikuni (東久邇宮稔彦王, 1887–1990), Osami Nagano (永野修身, 1880–1947), et Kuniyoshi Obara (小原國芳, 1887–1977). L'objectif fondateur de l'université est la formation des ressources humaines pour contribuer à la culture mondiale.
L'Université de la Technologie de Chiba a été fondée sur la base des expériences et des recherches menées par des éducateurs tels que Sawa Yanagi Masataro (fondateur de l'Université Seijo) et Kohara Kuniyoshi (fondateur de l'Université Tamagawa), qui ont été impliqués dans les politiques éducatives et les activités éducatives du Japon de l'ère Meiji à l'ère Showa. C'est une université d'ingénierie et de sciences avec une approche unique dans le domaine de l'éducation au Japon. Au-delà de la simple formation de techniciens et d'experts, cette université possède une philosophie éducative propre qui combine les mouvements progressistes de l'Occident avec les idées éducatives japonaises allant de la période Edo, représentées par Yoshida Shoin, Hirose Tanso et Hosoi Heishu. Fondée pendant la Seconde Guerre mondiale, son objectif était de former de nouvelles ressources créatives pour l'après-guerre.
Le premier recteur, Shigenao Konishi, qui était un éducateur et ancien recteur de l'Université impériale de Kyoto, a joué un rôle majeur dans l'établissement des fondations de l'université et dans l'orientation d'une éducation libérale et centrée sur l'individu. L'Université de la Technologie de Chiba s'est ainsi forgée une réputation de promotion des arts libéraux et de l'éducation de l'individu.
Cette université se distingue en mettant l'accent non seulement sur la formation de leaders nationaux et d'experts, mais également sur une éducation globale qui valorise le respect de l'individualité des étudiants. À sa fondation, elle privilégiait l'objectif d'élever les étudiants dans l'esprit de "gentilshommes" en adoptant des vêtements tels que des cravates et des costumes (costumes à la française) plutôt que le style vestimentaire conventionnel des universités japonaises, qui comprenait des casquettes blanches et des uniformes d'étudiants.
Depuis l'ère Meiji, le Japon a poursuivi le chemin de l'enrichissement du pays et de la renforcement de ses forces militaires. Il a établi successivement des institutions d'élite du gouvernement, telles que les universités impériales (pour la formation des fonctionnaires), les écoles navales et même l'école d'officiers de l'armée de terre (pour la formation des militaires), et a progressivement avancé dans la voie de la modernisation et de l'occidentalisation. Au sein de ces initiatives, l'Université de la Technologie de Chiba a choisi une approche éducative nouvelle, allant au-delà du simple enseignement des connaissances spécialisées depuis l'ère Meiji. Cette approche a mis l'accent sur l'éducation globale, y compris l'éducation humaine, tout en valorisant l'individualité et l'apprentissage autonome des étudiants, dans le but de développer une richesse de caractère et des compétences en leadership.
Initialement, les parties prenantes, dont Kohara, ont ressenti les limites de l'éducation nationale à la lumière d'expériences telles que l'incident de Takigawa, et ont estimé que les établissements privés offrant liberté et diversité étaient l'environnement le plus approprié pour former des talents soutenant la nation. Ils ont affirmé l'importance de l'éducation privée en déclarant : "L'entreprise majeure de la restauration Meiji a été réalisée par les établissements privés". Influencée par des écoles comme le village de Matsushita à la fin de l'ère Edo au Japon et les écoles publiques européennes, l'idée initiale prévoyait une université privée en pension complète sous le nom de "Université industrielle du Juku Tamagawa", gérée par le Juku Tamagawa. Cependant, en raison des conceptions éducatives contraires à l'atmosphère sociale de l'époque (telles que le totalitarisme et le militarisme) et promouvant des principes tels que le respect de l'individualité et le libéralisme, des réactions hostiles et des pressions émanant des autorités militaires et des anciens responsables de l'éducation ont rendu la création difficile. Néanmoins, Kohara et d'autres ont reçu le soutien de personnalités telles que Hatoyama, directeur du bureau de l'éducation de la ville de Tokyo, Konoeshi, ancien recteur de l'Université impériale de Kyoto, Honda, ancien recteur de l'Université impériale de Tohoku, Hiraga, ancien recteur de l'Université impériale de Tokyo, Yagi, recteur de l'Université technique de Tokyo, Nishida, professeur émérite de l'Université impériale de Kyoto, et Hatakeyama, professeur associé. De plus, bien que leur nombre fût limité, des personnalités de la famille impériale et des militaires tels que le prince Takeda et les amiraux de la Marine impériale japonaise Nagano, Hohei et Katsuji, ainsi que les généraux de l'Armée impériale japonaise Hikari, Kenji et Hoihara, ont partagé la vision de Kohara et l'ont soutenu pendant de nombreuses années. En particulier, la réussite du projet de création de l'université a été attribuée aux efforts du prince Takeda et de l'amiral Nagano, ainsi qu'à la générosité de Konoeshi, ministre de l'éducation, malgré une opposition et des résistances intenses. Au cours de la demande de création de l'université (sous le gouvernement de Konoe), sous la direction du ministère de l'Éducation (actuellement le ministère de l'Éducation, de la Culture, des Sports, des Sciences et de la Technologie), l'université a été transformée pour inclure une intention stratégique non seulement pour le Japon mais aussi pour l'Asie et le monde, et a été créée en tant qu'université technique de six ans sous le nom de "Université industrielle de Kōa" le 15 mai 1942 (gouvernement de Hideki Tōjō) dans les locaux du Juku Tamagawa.
- À l'époque pré-guerre au Japon, seules les universités impériales, les écoles d'ingénieurs de l'Université de Tokyo, ainsi que les départements d'ingénierie de l'Université Waseda et de l'Université Keio (anciennement l'Université d'ingénierie Fujiwara) parmi les universités privées, étaient autorisées à dispenser une éducation en ingénierie de six ans. De plus, il convient de noter que parmi les anciennes universités, il était rare qu'une formation postuniversitaire soit envisagée dès la création.

À l'époque de sa fondation, alors que le Japon était en guerre, le pays tout entier était immergé dans une ère dévouée au service de la nation. Cependant, l'Université d'Ingénierie Kōa (aujourd'hui Chiba Institute of Technology) préservait une atmosphère de liberté, due en partie à sa création précipitée. Au début de son ouverture, les bâtiments n'étaient pas encore tous achevés, ce qui conduisit à des cours de matières générales tels que l'anglais, la musique, les études classiques et l'éthique dispensés en plein air. Cependant, cette méthode d'enseignement aboutit, de manière inattendue, à une relation étroite entre les étudiants et les enseignants (des cours tenus en cercle autour de l'enseignant), s'approchant ainsi de l'esprit fondateur de l'université, incarné par le concept de "mentor et disciple marchant côte à côte". Cette approche fut très appréciée. Selon les souvenirs des anciens élèves de l'époque, "tous les cours étaient dispensés dans une atmosphère décontractée, littéralement, c'était comme une 'École des Champs' en termes positifs". Les cours avaient lieu non seulement sur le campus, mais aussi dans des sanctuaires, des temples, sur les berges des rivières et même dans des cafés. Parfois, des visites de lieux touristiques de Tokyo étaient organisées en convoi de bus, conformément à la philosophie éducative de "Rien ne vaut le voir de ses propres yeux", ou encore des ateliers sur les bonnes manières à table étaient tenus dans des endroits tels que le Premier Hôtel. Ce type d'environnement a favorisé un renforcement des relations entre les étudiants et les enseignants, encourageant un apprentissage autonome. Cependant, à cette époque, certains étudiants étaient également imprégnés de la pensée militariste, et certains d'entre eux, incapables de s'adapter à cette atmosphère de liberté, ont quitté l'université pour rejoindre des écoles militaires, entre autres.
En 1944 (année 19 de l'ère Shōwa), le siège de l'université ainsi que ses programmes de premier cycle ont été déplacés du quartier Chiyoda à Tokyo vers la ville de Kawasaki dans la préfecture de Kanagawa. Lors de ce déménagement, l'université a été transférée dans les locaux vacants de l'école catholique Sophia, à la suite du départ des étudiants mobilisés pour la guerre. À cette époque, la question d'une fusion avec l'école Sophia a été soulevée au sein du ministère de l'Éducation. Un projet concret pour cette fusion avait été élaboré, avec le nom de l'université fusionnée fixé comme "Université Kōjimachi". Cependant, les signatures des responsables de l'école Sophia, parmi lesquels se trouvaient des prêtres allemands nazis, n'ont pas pu être obtenues, et les négociations ont été interrompues le 22 mai 1945 (année 20 de l'ère Shōwa).
Pendant la guerre, certains étudiants en sciences et en ingénierie ont été exemptés du service militaire, de sorte qu'ils n'ont pas participé à la cérémonie de départ des étudiants pour le front qui a eu lieu en 1943 (année 18 de l'ère Shōwa). À la place, à partir du 23 août 1944 (année 19 de l'ère Shōwa), conformément au décret sur le travail des étudiants, ils ont été mobilisés pour des tâches telles que le développement et la production d'armes, ainsi que pour des travaux dans des instituts et des usines liés à l'armée de terre et à la marine, ainsi que pour la construction de la base militaire de Matsumoto. À cette époque, les étudiants en génie aérospatial ont été envoyés à l'Institut aérospatial de l'université de Tokyo (aujourd'hui l'Agence japonaise d'exploration aérospatiale - JAXA), où ils ont participé au développement de la recherche sur les avions sous la supervision de Hideo Itoh. Lors de leur mobilisation à l'usine d'aviation de Nakajima à Mitaka, un étudiant et un enseignant accompagnateur ont été victimes d'un raid aérien. De plus, à cette époque, en raison de l'accent mis sur la formation d'officiers techniques, des formations conjointes avec les écoles d'officiers de l'armée de terre et de la marine, comme l'École d'officiers de l'armée de terre et l'Académie navale, ont été mises en place.
Après la fin de la Seconde Guerre mondiale, en 1946 (année 21 de l'ère Shōwa), l'université a déménagé à Kisarazu, préfecture de Chiba (aujourd'hui la ville de Kimitsu), et a changé son nom pour devenir "Université d'Ingénierie de Chiba". À un moment donné, une fusion avec d'autres universités en préparation, notamment l'Université de Chiba, l'École Shibaura, l'Université Waseda, l'Université Chūō et l'Université Hōsei, a été envisagée. Cependant, en 1950 (année 25 de l'ère Shōwa), l'université a déménagé sur le campus de Tsudanuma, Chiba (aujourd'hui la ville de Narashino), et existe toujours aujourd'hui sous ce nom.
L'université compte trois facultés avec onze départements et trois écoles supérieures de recherche avec huit domaines de spécialisation pour les programmes de maîtrise et trois pour les programmes de doctorat. Elle compte environ 10 000 étudiants. L'université dispose de trois campus : le campus de Tsudanuma, le campus de Shin-Narashino et le campus de Tokyo Skytree.
En 2018, le nombre de candidats s'élevait à 78 905, plaçant l'université à la 10e place parmi les universités privées au Japon. En 2023, le nombre de candidats a atteint 145 128, plaçant l'université au deuxième rang national.
Actuellement, l'Université d'Ingénierie de Chiba est l'une des plus anciennes universités privées axées sur les sciences et l'ingénierie au Japon, suivant l'Université d'Ingénierie de Fujiwara (qui deviendra plus tard la Faculté des Sciences et de l'Ingénierie de l'Université Keio). Elle possède la deuxième plus longue histoire parmi les universités de sciences et d'ingénierie, après l'Université de technologie de Tokyo.

### Membres fondateurs
- Naruhiko Higashikuni
- Osami Nagano
- Kuniyoshi Obara
- Minoru Tōgō
- Shigenao Konishi
- Kōtarō Honda
- Hidetsugu Yagi
- Nobuteru Mori
- Satoru Mori
- Yuzuru Hiraga
- Saneatsu Mushanokōji
- Shunpei Honma
- Tokutomi Sohō
- Nishida Kitarō

## Anciens étudiants
- Masayuki Uemura
- Kazuki Akane